# Episodi di American Chopper: Senior vs. Junior (terza stagione)
La terza stagione di American Chopper: Senior vs. Junior è stata trasmessa in prima visione negli Stati Uniti d'America sul network Discovery Channel dal 13 febbraio 2012. La serie è terminata il 21 maggio 2012.
| nº | Titolo originale          | Titolo italiano               | Prima TV USA     | Prima TV Italia  |
| -- | ------------------------- | ----------------------------- | ---------------- | ---------------- |
| 1  | Winners and Losers        | Perdere e rialzarsi           | 13 febbraio 2012 | 17 ottobre 2012  |
| 2  | The Apprentice Bike       | Reality Bike                  | 20 febbraio 2012 | 24 ottobre 2012  |
| 3  | Operation Reconciliation  | Operazione riconciliazione    | 27 febbraio 2012 | 31 ottobre 2012  |
| 4  | Rick's News               | Novità su Rick                | 5 marzo 2012     | 7 novembre 2012  |
| 5  | The Call                  | La chiamata                   | 12 marzo 2012    | 14 novembre 2012 |
| 6  | Drastic Step              | Scelte drastiche              | 19 marzo 2012    | 21 novembre 2012 |
| 7  | PJD Muscle Car            | -                             | 26 marzo 2012    | -                |
| 8  | Breakthrough              | Scoperte                      | 9 aprile 2012    | 28 novembre 2012 |
| 9  | A Meeting Is Set          | Riunione di famiglia          | 16 aprile 2012   | 5 dicembre 2012  |
| 10 | No Cameras                | A telecamere spente           | 23 aprile 2012   | 12 dicembre 2012 |
| 11 | Mikey Out?                | Mikey è fuori?                | 7 maggio 2012    | 19 dicembre 2012 |
| 12 | Malaysian Adventure       | -                             | 7 maggio 2012    | -                |
| 13 | Change of Heart? - Part 1 | Junior cambia idea - 1ª parte | 14 maggio 2012   | 7 febbraio 2013  |
| 14 | Change of Heart? - Part 2 | Junior cambia idea - 2ª parte | 21 maggio 2012   | 14 febbraio 2013 |

## Perdere e rialzarsi
- Titolo originale: Winners and Losers

### Trama
Dopo la vittoria ottenuta a Las Vegas, Junior concede alla PJD una cena offerta da lui durante la quale rivedono la registrazione della vittoria; dopo questa breve pausa ricominciano a lavorare a pieno ritmo per un cliente polacco e realizzano una moto per la sua fondazione di beneficenza. Senior comincia a costruire una moto per Donald Trump e partecipa ad una puntata dello show Celebrity Apprentice; durante la registrazione dello show Senior riceve la notizia di un lutto nella sua famiglia. La OCC termina la moto per la Grainger e la presenta nella sede della compagnia a Lake Forest.

## Reality Bike
- Titolo originale: The Apprentice Bike

### Trama
Senior si sente ferito per non aver ricevuto le condoglianze da Junior e Mikey per la morte della sua matrigna, Helen. La OCC presenta la Trump royalty bike nell'atrio della Trump Tower a New York. Intanto alla PJD si comincia a costruire una moto per la One Call Concepts, una società che aiuta le persone a prevenire i crolli dovuti a danni strutturali delle costruzioni e prova ad integrare lo slogan della compagnia nella moto chiama 811 prima che sia troppo trardi.

## Operazione riconciliazione
- Titolo originale: Operation Reconciliation

### Trama
La PJD termina la costruzione della moto per la One Call Concepts e la presenta a Ocean City intanto la OCC lavora ad una moto per la Veterans Airlift Command, una associazione benefica che fornisce trasporto aereo gratuito per riunire i veterani e le loro famiglie. Una volta completata la OCC la presenta al Veterans Day davanti agli organizzatori e agli sponsor, la Window World. Scosso per la scomparsa di Helen, Senior si rende conto che la vita è troppo breve per il rancore ed i litigi e decide di riappacificarsi con i suoi figli, cominciando con il chiamare Mikey per invitarlo ad una sessione di pittura con i veterani a casa sua. Ma Mikey è già impegnato in un'altra iniziativa benefica per aiutare la famiglia di un bambino malato di leucemia a raccogliere fondi per poter sostenere le spese mediche per il figlio.

## Novità su Rick
- Titolo originale: Rick's News

### Trama
Dopo 10 anni nel magazzino della OCC, Junior decide di modificare la Black Widow e di metterci su il logo della PJD. Intanto la OCC lavora su due moto per la John Christner Trucking per celebrare i 25 anni di attività della società; una moto vecchio stile e una dal look moderno. Rick annuncia il suo fidanzamento e pensa di invitare al matrimonio sia Senior che Junior.

## La chiamata
- Titolo originale: The Call

### Trama
La OCC completa le due moto per John Christner Trucking e le presenta a sorpresa al committente e ai suoi dipendenti a Tulsa, Oklahoma. Intanto la PJD comincia una moto per beneficenza per il proprietario della Lamar Construction Company che ha un rapporto particolare con la March of Dimes. Mikey e il sindaco terminano la loro sfida per beneficenza e donano dei soldi per un bambino malato di leucemia. Dopo mesi di silenzio, Junior decide di chiamare Senior per fargli le sue condoglianze per la morte di Helen e chiede al padre di incontrarsi a casa sua per parlare di persona e riconciliarsi.

## Scelte drastiche
- Titolo originale: Drastic Step

## PJD Muscle Car
- Titolo originale: PJD Muscle Car

### Trama
Episodio speciale

## Scoperte
- Titolo originale: Breakthrough

## Riunione di famiglia
- Titolo originale: A Meeting Is Set

## A telecamere spente
- Titolo originale: No Cameras

## Mikey è fuori?
- Titolo originale: Mikey Out?

## Malaysian Adventure
- Titolo originale: Malaysian Adventure

## Junior cambia idea - 1ª parte
- Titolo originale: Change of Heart? - Part 1

## Junior cambia idea - 2ª parte
- Titolo originale: Change of Heart? - Part 2